# Gorna Arda, Smolean
Gorna Arda (în bulgară Горна Арда) este un sat în comuna Smolean, regiunea Smolean,  Bulgaria. 

## Demografie
Componența etnică a satului Gorna Arda
     Bulgari (89,28%)
     Nicio identificare (10,71%)
     Altele (0%)
La recensământul din 2011, populația satului Gorna Arda era de 56 locuitori. Din punct de vedere etnic, majoritatea locuitorilor (89,28%) erau bulgari. Pentru 10,71% din locuitori nu este cunoscută apartenența etnică.